# Имагина фон Изенбург-Лимбург
Имагина фон Изенбург-Лимбург (на немски: Imagina von Limburg, Imagina von Isenburg-Limburg; * ок. 1255, вероятно в Лимбург на Лан; † 29 септември 1318, манастир Кларентал при Висбаден) от род Изенберг-Лимбург, е чрез женитба графиня на Насау и от 1292 до 1298 г. римско-немска кралица.

## Биография
Имагина е втората дъщеря на Герлах фон Лимбург († 1289) и съпругата му Имагина фон Близкастел († 1281), дъщеря на граф Хайнрих фон Близкастел († 1237) и Агнес фон Сайн († 1259).
Имагина се омъжва около 1270 г. за граф Адолф от Насау (1250 – 1298) от Дом Насау, римско-немски крал от 1292 до 1298 г. Когато не придружава съпруга си в походите му тя резидира в замък Ахалм, днес в Ройтлинген.
След смъртта на нейния съпруг в битката при Гьолхайм тя поставя на бойното поле ранноготския „Кралски кръст“. През 1309 г. нейният съпруг е преместен от манастир Св. Мария в Розентал в катедралата на Шпайер. Тя започва да живее първо в замък Вайлбург и след това в манастир Кларентал, където дъщеря ѝ Аделхайд е абатеса.
Имагина умира в манастир Кларентал и е погребана там.
- Крал Адолф и Имагина фон Изенбург-Лимбург в манастир Кларентал (1632)
- Кралският кръст в Гьолхайм, издигнат от Имагина на мястото на смъртта на нейния съпруг

## Деца
Имагина и Адолф от Насау имат децата:
- Хайнрих († млад)
- Имагина († млада)
- Рупрехт VI (* пр. 1280, † 2 ноември 1304), граф на Насау, женен 1292 г. за Агнес от Бохемия (1289 – 1296), дъщеря на крал Вацлав II
- Матилда (Мехтхилд) (* 1280, † 1323), ∞ 1 септември 1294 г. в Нюрнберг за херцог Рудолф I фон Пфалц (1274 – 1319)
- Герлах I (* 1288, † 7 януари 1361), граф на Насау-Висбаден, женен 1307 г. за Агнес († 1332), дъщеря на Хайнрих Млади и Агнес Баварска
- Адолф (* 1292, † 1294)
- Аделхайд († 1338), 1311 – 1338 абатеса в Кларентал
- Валрам III (* 1294, † 15 май 1324), граф на Насау-Висбаден